# Общински музей „Полигнотос Вагис“
Общински музей „Полигнотос Вагис“ (на гръцки: Δημοτικό Μουσείο Πολύγνωτου Βαγή) е музей в село Потамия на остров Тасос, Гърция.

## История
Потамия е родното място на видния скулптор Полигнотос Вагис. Музеят отваря врати през август 1981 година в двуетажната сграда на бившето училище в центъра на селото. Изложени са 98 скулптори на Вагис, от които 25 малки в една обща витрина. Също така има и 15 картини на Вагис от 1920 – 1960 година. Творбите от ранния ми период (1919 – 1930) са вдъхновени от античната гръцка история. Използваните материали са гипс, бронз и мрамор. Творбите от втория му период (след 1932) са полуабстрактни като стил, излети от бронз, камък, бетон или скулптрирани от камък, мрамор, дърво или гранит. Това са фигури и глави, стилизирани луни, орли и риби. Музеят излага и няколко монументални твобри, като „Мечка с новородено“, „Космос“, както и миниатюрни скулптури.
- Интериор
- Интериор
- Интериор
- „Човек Бог“